# كانتي (ليوباردي)

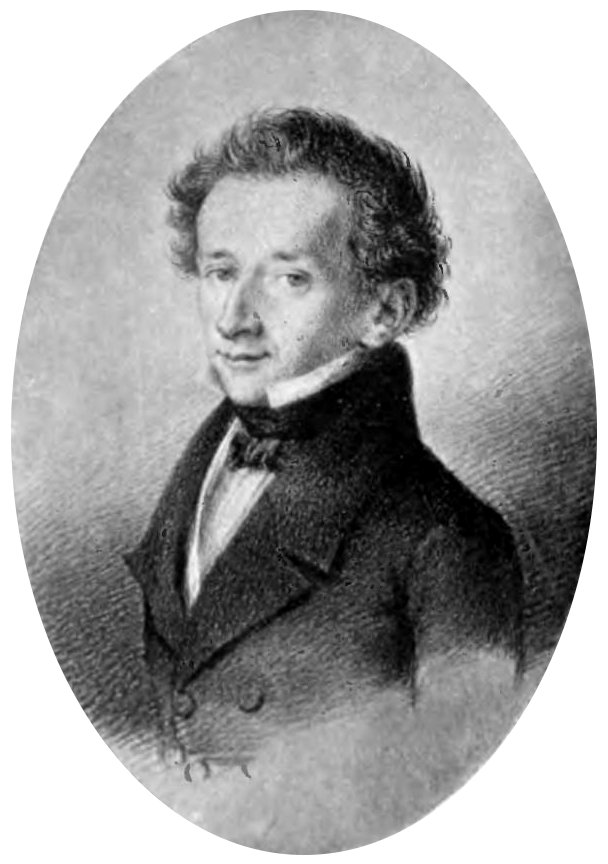
جياكومو ليوباردي

كانتي (بالإيطالية: Canti)‏ وتعني الأغاني أو الأناشيد هي مجموعة من القصائد التي كتبها جياكومو ليوباردي في عام 1835. ويعتبر العمل عموما واحدا من أهم الأعمال في الشعر الإيطالي.

## قائمة القصائد
القصائد الأولى في كانتي